# Željka Cvijanović
Željka Cvijanović (en serbio cirílico Жељка Цвијановић; Teslić, 2 de agosto de 1967, es una política serbobosnia, actual miembro serbio de la Presidencia de Bosnia y Herzegovina y ex 9.ª presidenta de la República Srpska, una de las dos entidades políticas que componen Bosnia y Herzegovina.
Fue también la undécima primera ministra de la entidad autónoma del 12 de marzo de 2013 al 19 de noviembre de 2018. El 7 de octubre de 2018 fue elegida Presidenta de la República Srpska. Cvijanović es miembro de la Alianza de Socialdemócratas Independientes.

## Biografía
Antes de dedicarse a la política a tiempo completo, Cvijanović era profesora de inglés. Estudió Filosofía en la Facultad de Filosofía de la Universidad de Sarajevo y la Universidad de Bania Luka y Derecho también en Bania Luka. Es profesora de lengua y literatura inglesas y también tiene una maestría en derecho diplomático y consular de la Facultad de Derecho de Banja Luka sobre "El estatus internacional y legal de la UE".
Cvijanović trabajó como profesora de inglés y como intérprete y asistente para la Misión de Seguimiento de la UE en Bosnia y Herzegovina. Luego fue asesora para la integración europea y la cooperación con organizaciones internacionales del primer ministro de la República Srpska, Milorad Dodik; como Jefe de Asuntos del Gabinete del Primer Ministro de la República Srpska; y gestionó la Unidad de Coordinación e Integración Europea.
En la legislatura 2010-2014 fue experta-miembro externa del Comité de Integración Europea y Cooperación Regional de la Asamblea Nacional de la República Srpska. El 29 de diciembre de 2010 fue nombrada para el cargo de Ministra de Asuntos Económicos y Cooperación Regional en el Gobierno de la República Srpska encabezada por el primer ministro Aleksandar Džombić, y el 12 de marzo de 2013 fue nombrada por el presidente de la República Srpska Milorad Dodik como primera ministra, siendo la primera mujer en ocupar el cargo.
En las elecciones generales de Bosnia de 2014, Cvijanović se presentó como candidato de la actual coalición SNSD-DNS-SPRS para el cargo miembro serbio de la Presidencia de Bosnia y Herzegovina. Perdió contra el candidato de la oposición Mladen Ivanić (PDP) y fue reelegida para la oficina del primer ministro de la República Srpska en el 15.º Gobierno de la entidad.
Es miembro de la Alianza de Socialdemócratas Independientes (SNSD), y forma parte de su Junta Ejecutiva y de su Junta Principal. Está casada y es madre de dos hijos.